# Norbert Wokart

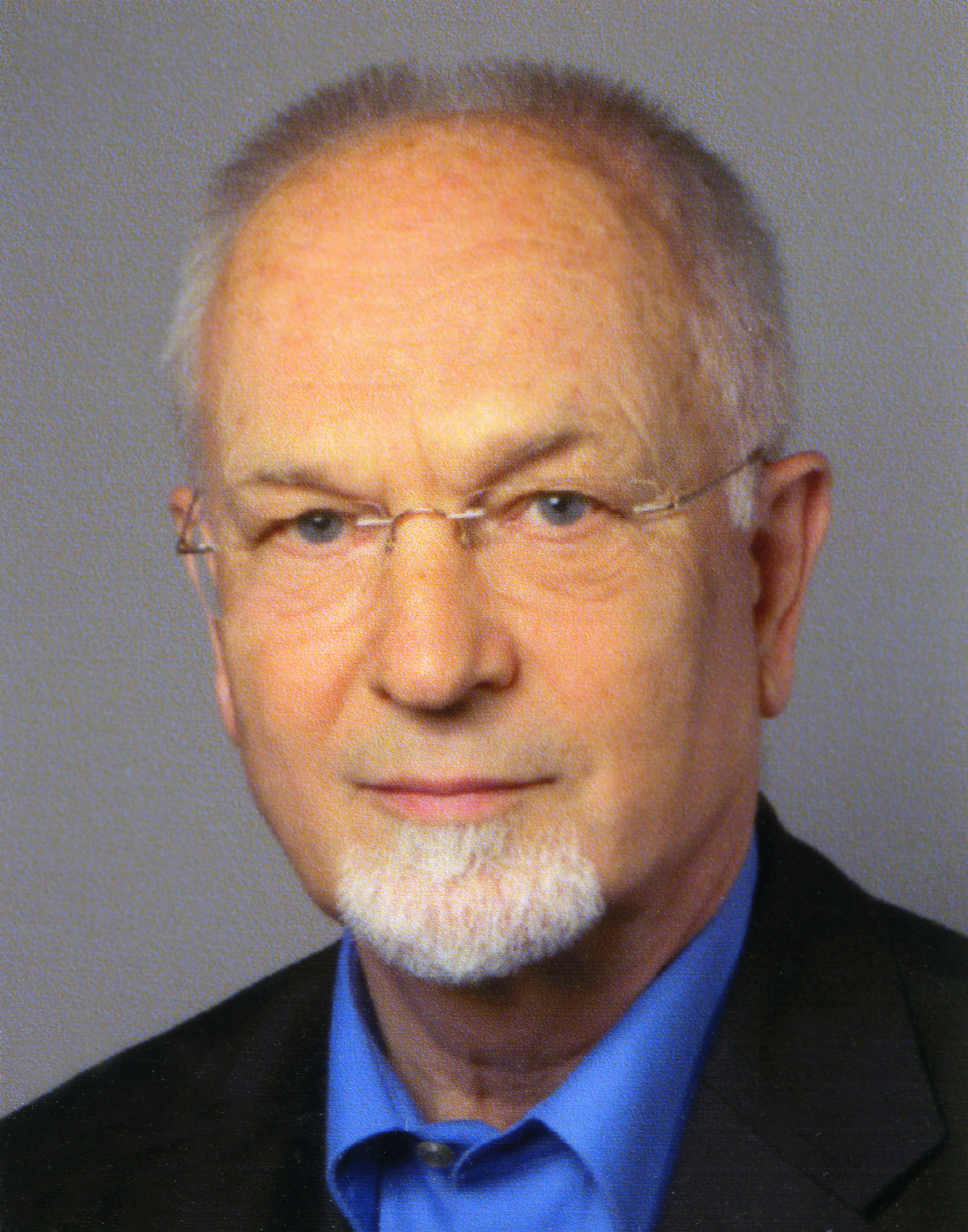
Norbert Wokart, 2008

Norbert Wokart (* 30. August 1941 in Neustadt an der Weinstraße) ist ein deutscher Philosoph und Autor.

## Biographie
Wokart besuchte das Altsprachliche Gymnasium seiner Heimatstadt und studierte nach dem Abitur Philosophie, Germanistik und katholische Theologie in Marburg, Wien, Würzburg und Tübingen. Promoviert wurde er 1969 bei Karl Ulmer in Tübingen mit einer Arbeit über den französischen Philosophen Merleau-Ponty. Von 1970 bis 1977 arbeitete er an der Pädagogischen Hochschule in Lörrach und ab 1979 an einem Forschungsinstitut der Universität Tübingen mit Aufenthalten in Basel und Zürich, ehe er sich 1985 als freier Autor in Tübingen niederließ.

## Veröffentlichungen

### Bücher
- Versuch einer neuen Grundlegung der Philosophie bei Merleau-Ponty. Eine systematisch-kritische Erörterung. Tübingen 1975 (Diss.).
- Ent-Täuschungen. Philosophische Signaturen des 20. Jahrhunderts. J. B. Metzler, Stuttgart 1991.
- Antagonismus der Freiheit. Wider die Verharmlosung eines Begriffs. J. B. Metzler, Stuttgart 1992.
- Die Welt im Kopf. Ein Kursbuch des Denkens. J.B. Metzler, Stuttgart-Weimar 1998.
- Die Sandalen des Empedokles. Eine kleine Philosophie des Alltags. Aufbau Verlag, Berlin 2001 (TB-Ausgabe von „Die Welt im Kopf“).
- Treibgut. Königshausen & Neumann, Würzburg 2005.
- Schilfrohr. Aufzeichnungen 1981–2006. Königshausen & Neumann, Würzburg 2007.
- Naxiotische Epigramme. Aldus-Presse, Reicheneck 2011.
- Die Felsen von Gyrai. Aufzeichnungen 2006–2011. Königshausen & Neumann, Würzburg 2011.
- Erfahrungen. Auf Umwegen an kein Ziel. Königshausen & Neumann, Würzburg 2012.
- Odysseus oder Die Sehnsucht. Aufzeichnungen 2011–2012. Königshausen & Neumann, Würzburg 2013.
- Kontaminationen. Antike Spuren in unserem Denken. Königshausen & Neumann, Würzburg 2014.
- Vor dem Schiffbruch. Aufzeichnungen 2013–2014. Königshausen & Neumann, Würzburg 2015.
- Nachrichten aus dem Archipel. Königshausen & Neumann, Würzburg 2016.
- Postskriptum. Aufzeichnungen 2016-2017. Königshausen & Neumann, Würzburg 2017.
- Schattenträume. Aufzeichnungen 2017-2018. Königshausen & Neumann, Würzburg 2019.
- Bankett im Hause Holbach. Quasi ein Roman. Königshausen & Neumann, Würzburg 2019.
- Ithaka. Aufzeichnungen 2019-2020. Königshausen & Neumann, Würzburg 2020.
- Am Abendhimmel blühet ein Frühling auf. Aufzeichnungen 2020-2021. Königshausen & Neumann, Würzburg 2021.
- Der Blick ins Weite. Aufzeichnungen 2021-2022. Königshausen & Neumann. Würzburg 2022.
- Apollons Leier. Epigramme. Königshausen & Neumann, Würzburg 2022.
- Vom Nollen zum Parnass. Eine Dokumentation. Königshausen & Neumann, Würzburg 2023.
- C'est la vie. Eine Fragmenten-Biographie. Königshausen & Neumann, Würzburg 2024.
- Mitropolis. Aufzeichnungen eines Fremden. Königshausen & Neumann, Würzburg 2024.
- Magische Momente. Königshausen & Neumann, Würzburg 2024.
- Strandgut. Aphorismen, Notizen, Ereignisse. Königshausen & Neumann, Würzburg 2025.

### Aufsätze (Auswahl)
- Hellenische Theologie. Die Religionsreform des Georgios Gemistos Plethon. In: Die Restauration der Götter. Antike Religion und Neo-Paganismus. Hg. R. Faber, R. Schlesier. Würzburg 1986, 183-197.
- In Arcadia nemo. In: Niemandsland. Zeitschrift zwischen den Kulturen. Hg. W. Dreßen, E. Gillen, S. Radlach. Berlin 1987, Jahrgang 1, Heft 3, 17-25
- Naturbegriff und Freiheit. Zur Entwicklung des Verhältnisses von Mensch und Natur. In: Mitteilungen des deutschen Altphilologen-Verbandes Braunschweig 1987, 37. Jahrgang, Nr. 1, 8-18.
- Verantwortung. Garant konservativer Ethik. In: Niemandsland. Zeitschrift zwischen den Kulturen. Hg. W. Dreßen, E. Gillen, S. Radlach. Berlin 1989, Jahrgang 3, Heft 8/9, 162-171.
- Menschenrechte. Die falsche Welt der rechten Vernunft. In: Symposion: Zur Geschichte der Menschenrechtsdiskussion. Loccumer Protokolle 77/1989. Hg. I. Reimers-Tovote, H. Reichardt. Rehburg-Loccum 1990, 9-27.
- Sendungsbewusstsein und Hörigkeit. Zur philosophischen Mentalität im 20. Jahrhundert. In: Konservatismus in Geschichte und Gegenwart. Hg. R. Faber. Würzburg 1991, 205-217.
- Plädoyer gegen Toleranz. In: Menschenrechte. Loccumer Protokolle 77/1990. Hg. I. Reimers-Tovote, W. Greie. Rehburg-Loccum 1991, 75-86.
- Neue Ethik, alte Unmoral. In: Niemandsland: Zeitschrift zwischen den Kulturen. Hg. W. Dreßen, E. Gillen, D. Grünbein, I. Lutz. Berlin 1992, Jahrgang 4, Heft 10/11, 207-218.
- Die Würde des Menschen. Zur Erblast des Stoizismus. In: Antike heute. Hg. R. Faber, B. Kytzler. Würzburg 1992, 261-270.
- Die kulturelle Vielfalt des Mittelmeerraumes. Ein klassisches Thema und seine Aktualität. In: Der altsprachliche Unterricht: Arbeitshefte zu seiner wissenschaftlichen Begründung und praktischen Gestalt. Jahrgang XXXVI, Heft 2, März 1993, 6-15.
- Das (un-)heilige Experiment des Jesuitenstaates in Paraguay. In: Sozialismus in Geschichte und Gegenwart. Hg. R. Faber. Würzburg 1994, 105-117.
- Bibel, Hegel und Groschenroman. Zum Wandel der Erlösungsidee. In: Bibel und Literatur. Hg. J. Ebach, R. Faber. München 1995, 31-45.
- Differenzierungen im Begriff Grenze. Zur Vielfalt eines scheinbar einfachen Begriffs. In: Literatur der Grenze. Theorie der Grenze. Hg. R. Faber, B. Naumann. Würzburg 1995, 275-289.
- Anthropofugales Denken und Negative Anthropologie. In: Philosophische Anthropologie der Moderne. Hg. R. Wieland. Weinheim 1995, 174-183.
- Zum Einfluss christlicher Ideen auf politische Verhältnisse. Ein Vergleich moderner mit antiker Demokratie. In: Politische Religion, religiöse Politik. Hg. R. Faber. Würzburg 1997, 293-308.
- Glaubenskriege um die literarische Form von Philosophie. In: Literarische Philosophie, philosophische Literatur. Hg. R. Faber, B. Naumann. Würzburg 1999, 21-35.
- Wie die Wahrheit ans Licht kommt. Heidegger in Griechenland. In: Zeitschrift für Religions- und Geistesgeschichte. 56. Jahrgang, Heft 4 (2004), 374-376.
- Katholische Philosophie? Anfragen an antike und mittelalterliche Philosophie. In: Katholizismus in Geschichte und Gegenwart. Hg. R. Faber. Würzburg 2005, 51-64.
- Moralischer Bankrott. Zeitgemäße Wissenschaft. In: Zeitschrift für Religions- und Geistesgeschichte. 57. Jahrgang, Heft 2 (2005), 176-178.
- Nemo in Arcadia. Eine Kritik. In: Arkadische Kulturlandschaft und Gartenkunst. Eine Tour d‘Horizont. Hg. R. Faber, Chr. Holste. Würzburg 2010, 23-33.
- Die begrenzte Form, die Grenzen sprengt. In: Grenzerfahrungen und Grenzüberschreitungen im Aphorismus. 10. Aphoristikertreffen in Hattingen. Hg. Fr. Spicker, J. Wilbert. Düsseldorf 2024, 38-51.

### Beiträge
- Aphorismen. Auswahl. In: Aphorismen-Archiv (2008). 	https://aphorismen-archiv.de/W4219.html
- Lebenssinn aus kurzen Sprüchen – macht das Sinn? In: Gedanke, Bild und Witz. Aphorismen, Fachbeiträge, Illustrationen. Hg. P. Kamburg, Fr. Spicker, J. Wilbert. Bochum 2009, 30-39.
- Neue deutsche Aphorismen. Eine Anthologie. Hg. Grüterich, Eilers, Blume. Dresden 2010, 94-95, 258.
- Neue deutsche Aphorismen. Erweiterte, überarbeitete Neuauflage. Hg. Alexander Eilers, Tobias Grüterich. Dresden 2014, 107, 281.
- Deutsche Aphoristik der Gegenwart. Eine aktuelle Bestandsaufnahme. Hg. Friedemann Spicker, Jürgen Wilbert. Düsseldorf 2023.